# TRACKS
『TRACKS』（トラックス）は、2014年12月10日にリリースされた、PASSPO☆のベスト・アルバム。

## 概要
メジャーデビュー以降の全シングル曲・全シングル曲ミュージックビデオを網羅したコンプリートベスト盤。結成5周年および翌月1日に迫った奥仲麻琴のPASSPO☆卒業ライブを記念してリリースされた。これまでの道程（Tracks）＆航空用語で言うところのこれからの道標（Track）という意味を込めて『TRACKS』と名付けられた。TRACKSは奥仲が参加する9人組のPASSPO☆としては最後の楽曲。
CDにはメジャー全シングル14曲＋本作用に書き下ろされたOPSE＋新曲「TRACKS」＋現メンバー9人で新録した「少女飛行（結成5周年記念ver.）」その他全20曲収録。
DVDにはメジャー全シングル14曲＋DVDシングル「キス=スキ」＋「TRACKS」の計16Video Clipと2014年9月28日に新宿BLAZEステージで告げられた奥仲麻琴卒業宣言完全版を収録。

## 販売形態
- ファーストクラス盤（UPCH-9963）：CD＋DVD、スリーブ仕様
- エコノミークラス盤（2CD、UPCH-2005/6）：CD＋CD DISK2
- ローコストキャリア盤ピーチ（UPCH-2007）：CD、全員ジャケ写
- ローコストキャリア盤バニラ（UPCH-2008）：CD、奥仲麻琴ジャケ写
- U‐CONNECTカード（PDZJ1007〜16）：ミュージックカード

## 収録曲
1. Full Throttle!
作曲・編曲：ペンネとアラビアータ
2. 無題
作詞・作曲・編曲：安野勇太
メジャー10thシングル『妄想のハワイ』カップリング曲
3. TRACKS
作詞・作曲・編曲：ペンネとアラビアータ
新曲
4. STEP&GO
作詞：ペンネとアラビアータ、作曲・編曲：SEI☆SHIN
メジャー8thシングル
5. 夏空HANABI
作詞：ペンネとアラビアータ、作曲：Adoriano Spinesi、編曲：石也寸志
メジャー5thシングル
6. Truly
作詞：ペンネとアラビアータ、作曲：toiza71、編曲：toiza71・Atsuhiro Watanabe
メジャー9thシングル
7. WING
作詞：ペンネとアラビアータ、作曲・編曲：Erik Lidson
メジャー6thシングル
8. 向日葵
作詞：ペンネとアラビアータ、作曲・編曲：原田アツシ
メジャー13thシングル
9. Growing Up
作詞：桜瓜苺、作曲：貧図スクワット、編曲：貧図スクワット、河野圭
メジャー11thシングル
10. Next Flight
作詞・作曲：Anders Wikstrom・Peter Mansson、Mats Leven、日本語詞：ペンネとアラビアータ、編曲：Cobra Endo
メジャー4thシングル
11. サクラ小町
作詞：ペンネとアラビアータ、作曲：瀬戸信、編曲：福井昌彦
メジャー7thシングル
12. Perfect Sky
作詞：ペンネとアラビアータ、作曲・編曲：宇佐美宏
メジャー12thシングル
13. 妄想のハワイ
  - 作詞・作曲・編曲：安野勇太

メジャー10thシングル
14. 君は僕を好きになる
作詞：大華奈央香、作曲：corin.、編曲：corin.・michitomo
メジャー3rdシングル
15. キャンディー・ルーム
作詞：ペンネとアラビアータ、作曲：BLEU、WOLVES、DIMITRI STASSOS、FREJA JONSSON BLOMBERG
メジャー8thシングル
16. ViVi夏
作詞：大華奈央香、作曲：corin.、編曲：corin、michitomo
メジャー2ndシングル
17. くちゃLOVE
作詞：根岸愛、ペンネとアラビアータ、作曲・編曲：ペンネとアラビアータ
メジャー3rdアルバム『JEJEJEJET!!』収録曲
18. With XXXX
作詞・作曲：ペンネとアラビアータ、編曲：Adoriano Spinesi
メジャー3rdシングル『君は僕を好きになる』カップリング曲
19. 「I」
作詞：ペンネとアラビアータ、作曲：石也寸志、編曲：福井昌彦
メジャー8thシングル『STEP&GO/キャンディー・ルーム』ユニバーサルミュージックストア限定盤カップリング曲
20. 少女飛行（結成5周年記念ver.）
作詞・作曲：ペンネとアラビアータ、編曲：Adoriano Spinesi、ペンネとアラビアータ
メジャー1stシングルのニューバージョン

### エコノミークラス盤CD
1. ペンネとアラビアータ機長Presents わがままRemix
マテリアルGirl〜BEAST IN YOU〜Wish on a star〜Cosmic You〜Love Diary〜ダムダムフリーダム

### ファーストクラス盤DVD
1. 少女飛行
2. ViVi夏
3. キス=スキ
4. 君は僕を好きになる
5. Next Flight
6. 夏空HANABI
7. WING
8. サクラ小町
9. STEP&GO
10. キャンディー・ルーム
11. Truly
12. 妄想のハワイ
13. Growing Up
14. Perfect Sky
15. 向日葵
16. TRACKS

特別. Special 奥仲麻琴卒業発表@新宿BLAZE